# Kisfenyéres
Kisfenyéres (Poietari), település Romániában, a Partiumban, Bihar megyében.

## Fekvése
Belényestől északnyugatra, Biharpoklostól északnyugatra, Fenyéres mellett fekvő település.

## Története
1956 előtt Fenyéres része volt. 1956-ban vált külön településsé. 
1956-ban 627 lakosa volt. A 2002 évi népszámláláskor 433 lakosából 432 román, 1 magyar volt.